# Castlevania (série télévisée d'animation)
Pour les articles homonymes, voir Castlevania.
Production
Diffusion
Castlevania est une série télévisée d'animation américaine créée par Warren Ellis et développée par Adi Shankar et diffusée du 7 juillet 2017 au 14 mai 2021   dans le monde entier sur Netflix. Elle est basée sur la série de jeux vidéo japonais Castlevania, débutée en 1986.
Une suite baptisé Castlevania: Nocturne sort en 2023 sur la même plateforme.

## Synopsis
L'intrigue de la série est basée sur les jeux Castlevania III: Dracula's Curse (1989) et Castlevania: Curse of Darkness (2005). On suit les aventures de Trevor Belmont, défenseur humain de Valachie contre le vampire Vlad Dracula Tepes et son armée.
Après que l'humaine Lisa Tepes a été accusée de sorcellerie puis condamnée au bûcher, son époux Dracula décide de se venger en exterminant la totalité de l'espèce humaine. Il est contré dans son action par Trevor Belmont, un humain chasseur de vampires, Sypha Belnades, une magicienne, et Adrian Alucard Tepes, son fils mi-humain mi-vampire,.

## Distribution
Sauf indication contraire, les informations mentionnées dans cette section peuvent être confirmées par le générique de fin de l'œuvre audiovisuelle présentée ici, ainsi que par la base de données cinématographiques IMDb,  présente dans la section « Liens externes ».
| Personnage           | Voix originale             | Voix française                                         | Saisons (/4)              |
| -------------------- | -------------------------- | ------------------------------------------------------ | ------------------------- |
| Trevor Belmont       | Richard Armitage           | Pierre Lognay                                          | 1 à 4                     |
| Adrian Alucard Tepes | James Callis               | Antoni Lo Presti                                       | 1 à 4                     |
| Vlad Dracula Tepes   | Graham McTavish            | Philippe Résimont                                      | 1 et 2, 4, caméo saison 3 |
| Sypha Belnades       | Alejandra Reynoso          | Helena Coppejans                                       | 1 à 4                     |
| Lisa Tepes           | Emily Swallow              | Melissa Windal                                         | 1 et 2, 4, caméo saison 3 |
| Évêque               | Matt Frewer                | Sébastien Hébrant (S1) Patrick Waleffe (S2)            | 1 et 2                    |
| L'Ancien             | Tony Amendola              | Patrick Waleffe                                        | 1                         |
| Démon                |                            | Jean-Michel Vovk                                       | 1                         |
| Hector               | Theo James                 | Bruno Mullenaerts (S2 et 3) Michelangelo Marchese (S4) | 2 à 4                     |
| Isaac                | Adetokumboh M'Cormack (en) | Alexandre Crépet                                       | 2 à 4                     |
| Carmilla             | Jaime Murray               | Sophie Landresse                                       | 2 à 4                     |
| Godbrand             | Peter Stormare             | Jean-Michel Vovk                                       | 2                         |
|                      | JP Karliak                 |                                                        | 2                         |
|                      | Dave B. Mitchell (en)      |                                                        | 2                         |
| Lenore               | Jessica Brown Findlay      | Edwige Baily                                           | 3 et 4                    |
| Morana               | Yasmine Al Massri          | Célia Torrens                                          | 3 et 4                    |
| Striga               | Ivana Miličević            | Valérie Lemaître                                       | 3 et 4                    |
| Saint-Germain        | Bill Nighy                 | Robert Guilmard                                        | 3 et 4                    |
| Sala                 | Navid Negahban             | Jean-François Rossion                                  | 3                         |
| le Juge              | Jason Isaacs               | Benoit Van Dorslaer                                    | 3                         |
| Taka                 | Toru Uchikado              | David Manet                                            | 3                         |
| Sumi                 | Rila Fukushima             | Melissa Windal                                         | 3                         |
| Miranda              | Barbara Steele             | Fabienne Loriaux                                       | 3                         |
| le Capitaine         | Lance Reddick              | Pascal Gruselle                                        | 3                         |
| l'Alchimiste         | Christine Adams            | Cécile Florin                                          | 4                         |
| Varney               | Malcolm McDowell           | Laurent Bonnet                                         | 4                         |
| Greta de Danesti     | Marsha Thomason            | Maia Baran                                             | 4                         |
| Ratko                | Titus Welliver             | Jean-Michel Vovk                                       | 4                         |
| Zamfir               | Toks Olagundoye            | Esther Aflalo                                          | 4                         |
| Dragan               | Matthew Waterson           |                                                        | 4                         |

- Voix additionnelles (version originale) :
  - Saisons 1 et 2 : Matt Lowe et Moira Quirk (en)
  - Saison 1 : Jonathan Lipow, Timothy Omundson, André Sogliuzzo, Fabio Tassone et Fred Tatasciore
  - Saison 2 : Adam Croasdell (en)

Version belge francophone
- Direction artistique : Erwin Grünspan
- Traduction française : Eugénie Delporte (saison 1), Chris Léger (saison 2)

## Fiche technique
- Titre : Castlevania
- Création : Adi Shankar
- Réalisation : Sam Deats (12 épisodes), Adam Deats et Spencer Wan (2 épisodes, saison 2)
- Scénario : Warren Ellis (12 épisodes), Hitoshi Akamatsu (1 épisode, saison 1)
- Musique : Trevor Morris
- Sociétés de production : Frederator Studios, Netflix, Powerhouse Animation Studios (en), Shankar Animation, Project 51 Productions et Mua Film
- Société de distribution : Netflix
- Pays :  États-Unis
- Langue : anglais
- Genre : série d'animation, horreur, fantasy, aventure, action

## Épisodes

### Saison 1 (2017)
1. Sorcière (Witchbottle)
2. Nécropole (Necropolis)
3. Labyrinthe (Labyrinth)
4. Monument (Monument)

### Saison 2 (2018)
1. Conseil de guerre (War Council)
2. Demeures ancestrales (Old Homes)
3. Forces obscures (Shadow Battles)
4. Le Mât brisé (Broken Mast)
5. Dernier sort (Last Spell)
6. La Rivière (The River)
7. Par amour (For Love)
8. La fin des temps (End Times)

### Saison 3 (2020)
1. Bénis soient vos petits cœurs morts (Bless Your Dead Little Hearts)
2. Dévotion et guérison (The Reparation of My Heart)
3. Les enquêteurs (Investigators)
4. Le plan (I Have A Scheme)
5. Du raffinement de Lindenfeld (A Seat of Civilisation and Refinement)
6. Un si beau rêve (The Good Dream)
7. Au-delà de la trahison (Worse Thing Than Betrayal)
8. Dans la fureur de la nuit (What The Night Brings)
9. La récolte (The Harvest)
10. Abandonnez tout espoir (Abandon All Hope)

### Saison 4 (2021)
1. Le meurtre le réveille (Murder Wakes It Up)
2. Quand j'aurai le monde (Having the World)
3. Qui vivra, verra (Walk Away)
4. Un sacrifice (You Must Sacrifice)
5. À fond (Back in the World)
6. Qui gagne (You Don't Deserve My Blood)
7. Une grande œuvre (The Great Work)
8. La magie de mort (Death Magic)
9. La fin (The Endings)
10. Quelle drôle d'aventure... (It's Been a Strange Ride)

## Production
Netflix, Capcom, Frederator Studios, Powerhouse Animation Studios, Shankar Animation, Project 51 Productions et Mua Film...
Le 16 avril 2021, Netflix annonce que la quatrième saison de la série sera la dernière.